# Steinitz
Steinitz este o comună din landul Saxonia-Anhalt, Germania.